# Mùa xuân Ả Rập
Mùa xuân Ả Rập (tiếng Ả Rập: الربيع العربي, al-rabīˁ al-ˁarabī; tiếng Anh: Arab Spring) là làn sóng cách mạng với các cuộc nổi dậy, diễu hành và biểu tình phản đối chưa có tiền lệ tại các quốc gia ở thế giới Ả Rập: Tunisia, Algérie, Ai Cập, Yemen và Jordan, Mauritanie, Ả Rập Xê Út, Oman, Sudan, Syria, Iraq, Libya và Maroc. Các cuộc biểu tình phản đối có chung cách sử dụng rộng rãi kỹ thuật chống đối dân sự trong các chiến dịch bao gồm đình công, biểu tình và các cách thức khác. Các cuộc biểu tình tại Tunisia và Ai Cập có thể là các cuộc cách mạng.
Mùa xuân Ả Rập sau khi bắt đầu bốn năm đã hoàn toàn biến thành Mùa đông Ả Rập, được đặc trưng bởi sự xuất hiện nhiều cuộc nội chiến, đưa tới bất ổn khu vực, suy giảm về kinh tế và dân số, và xung đột giáo phái – sắc tộc. Theo một nghiên cứu từ Đại học Hoa Kỳ tại Beirut, cho tới mùa hè 2014 nó đã đưa tới cái chết của 250.000 người và 1 triệu người phải tị nạn.

## Tổng quan
Nhiều yếu tố dẫn đến các cuộc biểu tình phản đối, bao gồm nạn tham nhũng, các vi phạm nhân quyền và tình trạng đói nghèo cùng cực. Việc gia tăng giá lương thực và nạn đói toàn cầu cũng là lý do chính, liên quan đến mối đe dọa cho an ninh lương thực khắp thế giới và giá lương thực tăng cao trong Khủng hoảng giá lương thực thế giới 2007–2008.
Các cuộc biểu tình bắt đầu vào ngày 18 tháng 12 năm 2010, với một cuộc nổi dậy biến thành một cuộc cách mạng tại Tunisia, sau vụ tự thiêu của Mohamed Bouazizi để phản đối tham nhũng và việc cảnh sát ngược đãi. Do những khó khăn tương tự trong khu vực và cuối cùng thành công trong cuộc biểu tình Tunisia, một chuỗi các tình trạng bất ổn đã bắt đầu mà đã được theo sau cuộc biểu tình tại Algérie, Jordan, Ai Cập và Yemen và đến một mức độ ít hơn ở các quốc gia Ả Rập khác. Trong nhiều trường hợp những ngày này đã được gọi là "ngày thịnh nộ", hoặc vài biển thể của nó.
Cho đến cuối 2011, 3 chính phủ đã bị lật đổ, tại Tunisia vào ngày 14 tháng 1, Ai Cập vào ngày 11 tháng 2 năm 2011 và Libya vào ngày 20 tháng 10 cùng năm. Các chính phủ đầu tiên bị lật đổ là kết quả của các cuộc biểu tình tại Tunisia (sự kiện được gọi là Cách mạng hoa nhài trong truyền thông phương Tây) khi cựu Tổng thống Zine El Abidine Ben Ali đã trốn sang Ả Rập Xê Út. Sự chú ý của thế giới sau đó tập trung vào Ai Cập, nơi cuộc biểu tình lớn bắt đầu vào ngày 25 tháng 1 năm 2011. Sau 4 ngày, Tổng thống Mubarak, người đã cai trị Ai Cập trong 30 năm qua, đề nghị cải cách nhưng không từ chức, dù sự từ chức của ông là mục tiêu của những người biểu tình. Vào ngày thứ tám cuộc biểu tình tiếp tục, thậm chí còn thu hút người biểu tình nhiều hơn từ mọi tầng lớp xã hội, ông tuyên bố ông sẽ từ chức chỉ trong tháng 9 và sẽ không tìm kiếm thêm một nhiệm kỳ tổng thống trong cuộc bầu cử sắp tới. Khoảng thời gian đó, vua Abdullah II của Jordan đã bổ nhiệm một thủ tướng mới. Tổng thống Yemen, Ali Abdullah Saleh, tuyên bố rằng ông cũng sẽ không tìm kiếm một nhiệm kỳ nữa sau 32 năm cầm quyền. Sau ngày 18, cuộc biểu tình không dừng ở các thành phố lớn tại Ai Cập, Mubarak cuối cùng đã từ chức vào ngày 11 tháng 2. Tại Libya, tổng thống Gaddafi bị bắn chết vì thua trận trước quân đội nổi dậy.

### Vai trò của truyền thông xã hội
Vai trò quan trọng của truyền thông xã hội trong những cuộc nổi dậy Ả Rập đã được thảo luận rất nhiều. Nhiều người cho là truyền thông xã hội là thủ phạm chính của các cuộc nổi dậy, trong khi những người khác cho đó chỉ là những công cụ. Dù cho là thế nào thì truyền thông xã hội cũng chứng minh cho thế giới thấy sức mạnh của nó. Những thông tin được truyền đạt cho thế giới cơ hội theo dõi tình hình mới nhất của các cuộc nổi dậy và tạo điều kiện để tổ chức những cuộc nổi dậy dễ dàng hơn. Chín trong số mười người Ai Cập hay Tunisia trả lời trong một cuộc thăm dò là họ đã dùng Facebook để tổ chức các cuộc nổi dậy và truyền đạt những ý tưởng. Thêm nữa, 28% người Ai Cập và 29% người Tunisia trong cùng cuộc thăm dò nói, ngăn cản vào Facebook làm cản trở hay làm gián đoạn sự liên lạc. Những bằng chứng kế tiếp để cho thấy vai trò quan trọng của truyền thông xã hội là nó được dùng gấp đôi trong thời kỳ phản đối hơn là lúc bình thường.
Một số người khác cho rằng, truyền hình trực tiếp và liên tục của Al Jazeera và thỉnh thoảng trực tiếp của BBC News và các đài khác, rất quan trọng cho cuộc cách mạng tại Ai Cập vào năm 2011 vì nó ngăn cản những bạo động lớn gây ra bởi chính quyền Ai Cập tại công trường Tahir, khi so sánh với những bạo động lan tràn ở Libya vì thiếu những loạt bài truyền hình kiểu này. Khả năng của những người phản đối tập trung những cuộc biểu tình vào một nơi và được tường thuật trực tiếp rất quan trọng tại Ai Cập, nhưng không thể có được tại Libya, Bahrain và Syria.
Nhiều loại tài liệu bằng hình và video cũng được dùng để thông tin. Những loại tài liệu bằng hình ảnh này được loan truyền mọi nơi trên mạng, không chỉ diễn đạt một khoảng khắc nào đó, mà trình bày lịch sử các quốc gia Ả Rập, và những thay đổi sẽ tới. Qua truyền thông xã hội, những lý tưởng của các nhóm nổi dậy, cũng như tình trạng hiện thời tại mỗi quốc gia đã nhận được chú ý quốc tế.

### Hệ quả

Đất nước Libya năm 2016 đã bị chia làm 4 mảnh do nội chiến, chưa kể hàng chục bộ tộc cát cứ tại các địa phương

Tại Tunisia, nơi đã khởi đầu Mùa xuân Ả Rập, nhờ các tổ chức xã hội dân sự như Bộ tứ Đối thoại Quốc gia Tunisia đóng vai trò chính giúp các phe phái chính phủ và đối lập nói chuyện sau cuộc cách mạng tại Tunisia và được cho là giúp dàn hòa giữa phe Hồi giáo và thế tục tại Tunisia, đặc biệt trong tình hình bất ổn xã hội và khủng hoảng chính trị và kinh tế năm 2013, và giúp chuyển đổi quyền lực trong hòa bình và xây dựng một nền dân chủ đa nguyên tại Tunisia. Cuối năm 2015, Bộ tứ Đối thoại Quốc gia Tunisia được nhận giải Nobel Hòa bình. Mặc dù được coi là "êm ả" nhất trong những nước mà "mùa xuân Ả Rập" tràn qua, nhiều hệ lụy vẫn xảy đến với Tunisia. Người dân lo lắng về tình trạng kinh tế suy thoái sau cuộc bạo loạn: từ năm 2012 tới 2017, kinh tế chỉ tăng trưởng chưa đầy 0,5% mỗi năm (so với mức 4% trong những năm trước khi xảy ra bạo loạn). Nạn thất nghiệp, chi phí sinh hoạt tăng cao, cũng như làn sóng di dân ra thành phố khiến nhiều cuộc biểu tình lớn nổ ra khắp cả nước. Quốc gia này cũng đang phải đối diện với thách thức nghiêm trọng về an ninh với các vụ tấn công khủng bố: ba vụ tấn công xảy ra năm 2015 – vụ nổ súng tại một khách sạn du lịch và một bảo tàng ở Tunis, cộng thêm một vụ đánh bom liều chết nhằm vào quân đội ở thủ đô, đã làm tổn thương nền kinh tế Tunisia, đặc biệt là ngành công nghiệp du lịch. Đây cũng là quốc gia đóng góp số lượng đông đảo nhất các chiến binh cho nhóm khủng bố ISIL.
Tại Libya cũng rơi vào cảnh nội chiến, một phần lãnh thổ của quốc gia Bắc Phi này giờ đây nằm dưới sự kiểm soát của nhóm khủng bố Tổ chức Nhà nước Hồi giáo (ISIL).
Tại Maroc, chính phủ ban hành hiến pháp mới trong một cuộc trưng cầu ý dân vào ngày 1 tháng 7 năm 2011 nhằm xoa dịu các cuộc biểu tình.